# Condado de Gabarda
El condado de Gabarda es un título nobiliario español concedido por la reina regente María Cristina de Habsburgo y Lorena, en nombre del rey Alfonso XIII, a Joaquín Cavero y Sinchar, coronel de caballería, mediante real decreto del 17 de enero de 1898 y despacho expedido el 7 de marzo del mismo año.
Su denominación hace referencia al parque de Gabarda en Huesca, lugar donde, al parecer, solía ir a cazar.

## Condes de Gabarda
|                           | Titular                      | Periodo                   |
| Creación por Alfonso XIII | Creación por Alfonso XIII    | Creación por Alfonso XIII |
| ------------------------- | ---------------------------- | ------------------------- |
| I                         | Joaquín Cavero y Sínchar     | 1898-1927                 |
| II                        | José Cavero y Cavero         | 1940-¿?                   |
| III                       | Jorge Cavero y Cavero        | 1982-1989                 |
| IV                        | Joaquín Cavero García-Rivero | 1990-hoy                  |

## Historia de los condes de Gabarda
- Joaquín Cavero y Sínchar (Zaragoza, 23 de octubre de 1872-25 de abril de 1927), I conde de Gabarda, coronel de caballería, caballero de la Real Maestranza de Zaragoza.[1][2]

Casó con su prima María Teresa Cavero y Alcíbar-Jáuregui, hija de los décimos condes de Sobradiel. El 16 de mayo de 1930 le sucedió su hijo:
- José Cavero y Cavero, II conde de Gabarda.[1]

Casó, en primeras nupcias, con María Isabel de Val y Pascual, y en segundas con María de los Ángeles Claver y Serrano. Sin descendientes. El 23 de noviembre de 1982, previa orden del 23 de septiembre del mismo año para que se expida la correspondiente carta de sucesión (BOE del 16 de octubre), le sucedió su hermano:
- Jorge Cavero y Cavero (m. Zaragoza, 27 de marzo de 1989), III conde de Gabarda.[5]

Casó con María del Pilar García-Rivero Burbano. El 24 de abril de 1990, previa orden del 19 de enero para que se expida la correspondiente carta de sucesión (BOE del día 27), le sucedió su hijo:
- Joaquín Cavero García-Rivero, IV conde de Gabarda.